# 이현경 (방송인)
이현경(1973년 11월 21일 ~ )은 SBS 서울방송 아나운서이다.

## 주요 출연작

### 텔레비전 프로그램
- 백세 건강스페셜
- 체조, 다이빙, 볼링, 스키, 리듬체조, 스노보드, 피겨스케이팅 중계 캐스터
- 열린 TV 시청자 세상(이상 SBS)
- SBS 8 뉴스 주말 (1997년 7월 5일 ~ 1998년 6월 28일)
- SBS 뉴스 (1900)
- SBS 뉴스 (1500)
- SBS 뉴스퍼레이드 (2004년 3월 2일 ~ 2005년 4월 22일)
- 도전퀴즈퀸 (SBS)
- SBS 러브FM 뮤직토피아 (2014년 7월 14일 ~ 현재)
- SBS 생활경제 (2018년 11월 19일 ~ 2019년 2월 15일)

## 학력
- 96학번 고려대학교 영어교육학 학사
- 00학번 연세대학교 언론홍보대학원 석사
- 04학번 광운대학교 대학원 신문방송학 박사[1]